# باركر مولوي
باركر مولوي (بالإنجليزية: Parker Molloy)‏ هي كاتِبة أمريكية، ولدت في 24 أبريل 1986 في شيكاغو في الولايات المتحدة.

## وصلات خارجية
- الموقع الرسمي